# Апокалипсис: Втората световна война
Апокалипсис: Втората световна война (на английски: World War Two: The Apocalypse) е документален сериал на National Geographic Channel, посветен на 70 години от началото на Втората световна война. Той проследява цялото развитие на най-кървавия конфикт в историята на човечеството във филми, заснети от очевидци на войната. Сериалът е разделен в шест епизода, всеки от които проследява определен период от войната.

## Епизоди
| Номер | Име                 | Период |
| ----- | ------------------- | --- |
| 1     | „АГРЕСИЯ“           | (1933 – 1939) Изгряването на нацизма и кампанията в Полша                                                                                        |
| 2     | „СМАЗВАЩАТА ЗАГУБА“ | (1939 – 1940) Фалшивата война, падането на Дюнкерк, кампанията във Франция, битката за Британия                                                  |
| 3     | „ШОК“               | (1940 – 1941) Пустинната война, инвазията на Югославия, кампанията в Гърция, битката за Крит, операция „Барбароса“, Битката за Смоленск и Москва |
| 4     | „СВЕТОВНИЯТ ПОЖАР“  | (1941 – 1942) Пърл Харбър, битката при Мидуей, битката при Гуадалканал, операция „Блау“                                                          |
| 5     | „ОБСАДАТА“          | (1942 – 1943) Битката за Сталинград, Ел Аламейн, Кампаниите в Италия и Курск                                                                     |
| 6     | „АДЪТ“              | (1944 – 1945) Освобождаването на Франция, инвазия в Германия, атомни бомби срещу Япония, поражението на оста                                     |